# Tom Walkinshaw Racing
La TWR, acronimo di Tom Walkinshaw Racing era una casa automobilistica britannica fondata nel 1976 da Tom Walkinshaw, l'attività comprendeva sia la produzione in piccola serie di autovetture sportive, sia le competizioni sportive in varie categorie dell'automobilismo.

## Produzione di automobili
Per quanto riguarda la produzione di automobili, negli impianti della TWR durante gli anni del sodalizio sportivo con Jaguar, sono state progettate e costruire due esclusive autovetture sportive quali la Jaguar XJ220 e la Jaguar XJR-15. Negli anni 90 viene siglato un accordo con la Aston Martin, tramite il quale la struttura si occupa della costruzione delle Aston Martin DB7. Nel 2002 in seguito al fallimento della Arrows Grand Prix, società di proprietà della TWR, l'intera azienda subisce un tracollo finanziario che la porta alla bancarotta.

## Competizioni sportive

### Sport-prototipi

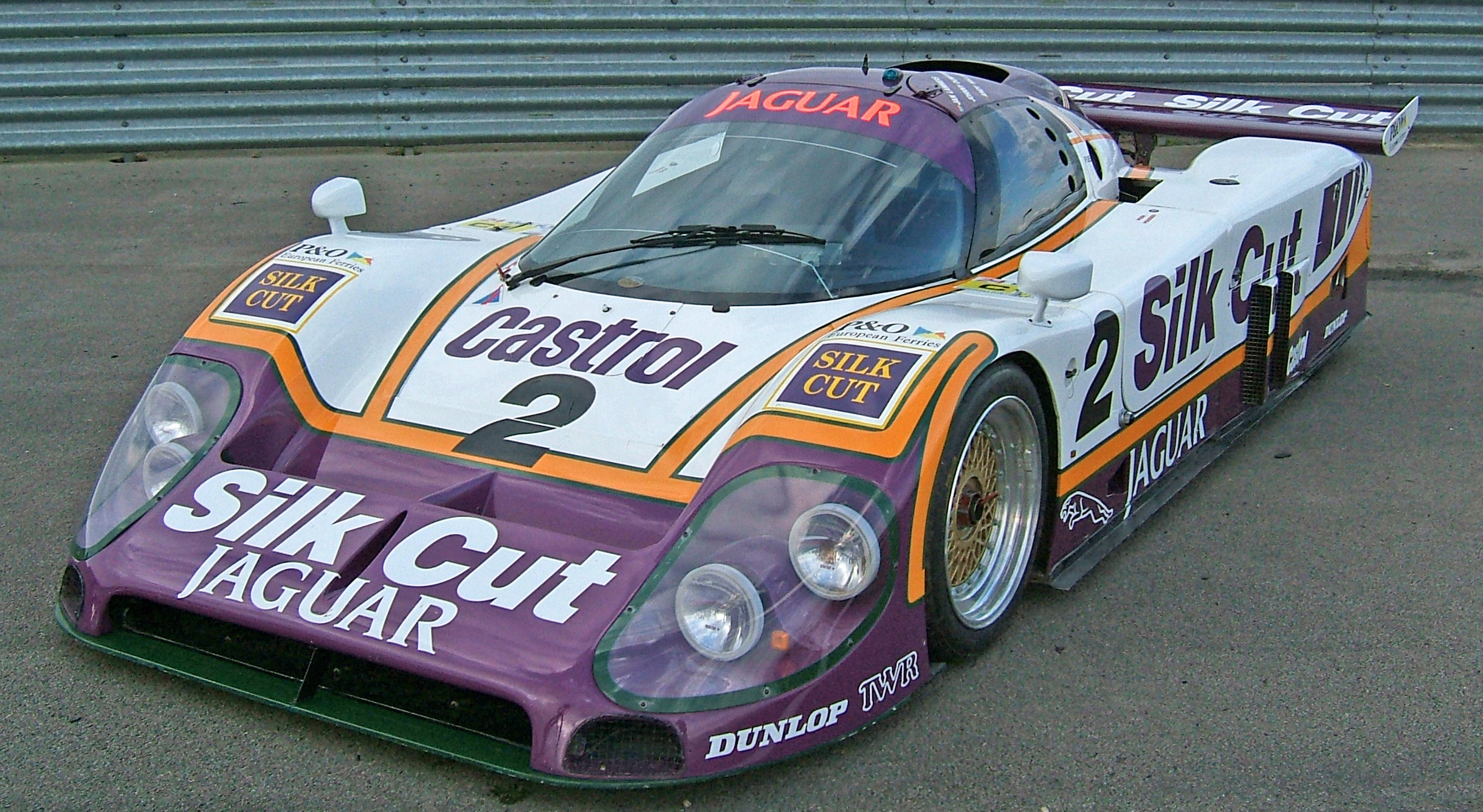
Una Jaguar XJR-9 realizzata dalla TWR

Il maggior prestigio nelle competizioni sportive è stato raggiunto tramite il sodalizio con Jaguar, infatti la TWR si occupava della progettazione, della realizzazione e della gestione sportiva degli sport prototipi marchiati Jaguar sia nel Campionato mondiale sportprototipi Gruppo C, sia nel Campionato IMSA GTP. Il rapporto di collaborazione iniziato nei primi anni ottanta e conclusosi nei primi anni novanta, ha portato alla conquista di tre titoli mondiali sportprototipi (1987, 1988 e 1991), due 24 Ore di Le Mans (1988 e 1990) e due 24 Ore di Daytona (1988 e 1990). Tale rapporto è stato poi esteso anche alla produzione di serie, la TWR ha infatti progettato e realizzato due vetture sportive Jaguar: la Jaguar XJ-220 e la Jaguar XJR-15.
La TWR nel 1993 ebbe anche l'occasione dalla VOLVO di essere incaricata ad eseguire la preparazione da corsa della 850 T-5R per la partecipazione l'anno seguente al British Touring Car Championship BTCC, dove per la prima ed unica volta al mondo, si vide correre in pista oltre ad una classica berlina anche un'auto station wagon, che otteneva incredibili prestazioni al pari di coupé di caratura estrema, a ulteriore riprova delle ottime doti tecniche che la TWR sapeva sviluppare in ambito motorsport.
Un'altra affermazione importante sono le vittorie alla 24 Ore di Le Mans nel biennio 1996-1997 della sport TWR-Porsche WSC-95 del team Joest Racing, la vettura era stata realizzata due anni prima proprio dalla struttura inglese, utilizzando come base di partenza il progetto Jaguar XJR-14.

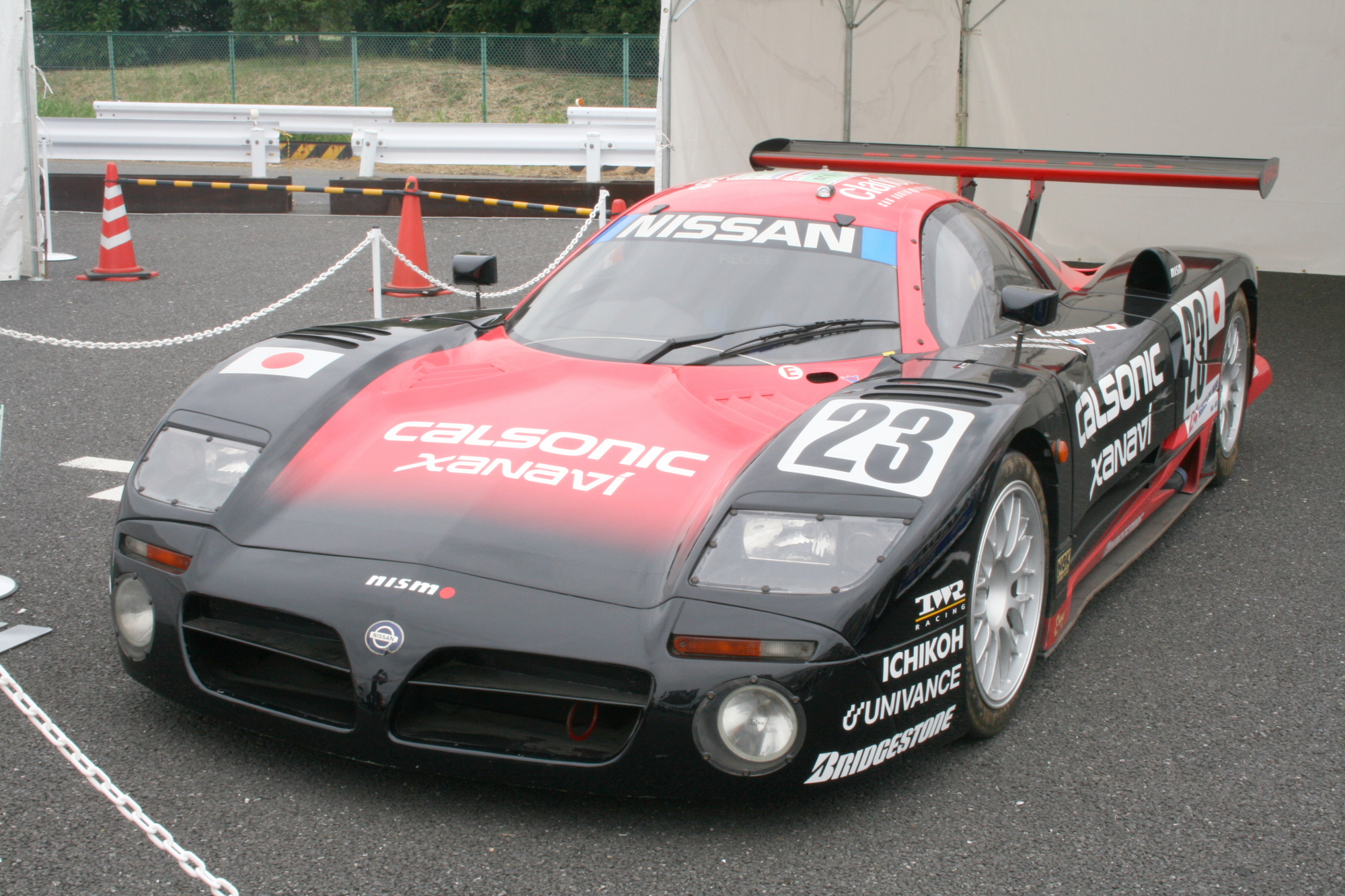
Una Nissan R390 GT1 realizzata dalla TWR

Viste le capacità tecniche dimostrate in pista, nel 1997 la Nissan si affida alla TWR per la realizzazione di una esclusiva Gran Turismo stradale, la Nissan R390 GT1, concepita espressamente per essere impiegata nelle competizioni e in particolar modo per cercare di vincere la 24 Ore di Le Mans. Nelle 2 partecipazioni alla maratona francese la vettura raccoglierà come miglior risultato un 3º posto assoluto nel 1998.

### Formula 1
La TWR è stata coinvolta in Formula 1 a partire da 1992 fino al 2002. Inizialmente, Walkinshaw ha lavorato per la Benetton come direttore tecnico sviluppando l'automobile che ha portato Michael Schumacher al suo primo titolo di campione del mondo nel 1994. Successivamente passò alla Ligier acquistata da Flavio Briatore ricoprendo una posizione come responsabile della squadra. Dopo un tentativo fallito di comprare Ligier, Walkinshaw acquistò la Arrows Grand Prix nel 1996; quell'anno destò stupore anche l'ingaggio dell'allora campione del mondo Damon Hill e l'introduzione degli pneumatici Bridgestone in F1, poi rivelatesi vincenti.
La squadra sfiorò la vittoria nel Gran Premio d'Ungheria 1997 ma rimase un risultato isolato. Dopo alcune stagioni caratterizzate da prestazioni altalenanti, la TWR iniziò ad accusare problemi di liquidità sempre più gravi, tanto da arrivare all'abbandono delle competizioni nel corso del mondiale 2002. Il centro tecnico di TWR a Leafield venne venduto e successivamente si sarebbe trasformato nella sede della squadra Super Aguri F1, che debuttò nel 2006.